# Paz sin Fronteras (Habana 2009)
La segunda edición de Paz Sin Fronteras fue un concierto realizado en La Habana, Cuba el 20 de septiembre de 2009. Reunió a un millón 150 mil personas en la Plaza de la Revolución, lo que las estadísticas sitúan como el tercer concierto más grande de la historia después del concierto de los Rolling Stones en Río de Janeiro (Brasil), que reunió el 18 de febrero de 2006 a un millón 500 mil personas, y el de Rod Stewart, también en Río de Janeiro, el cual reunió a tres millones 500 mil personas el 31 de diciembre de 1994. Fue liderado por el cantante colombiano Juanes y acompañado por reconocidos artistas cubanos, latinoamericanos y europeos.
El concierto estuvo precedido de una fuerte polémica debido a que algunas personas y organizaciones pertenecientes al exilio cubano no vieron con buenos ojos la iniciativa e incluso algunos terminaron realizando manifestaciones en contra de Juanes y del concierto. Tras su realización algunas de las instituciones disidentes como Cuba Democrática consideraron el acto como un llamado a la transición pacífica en Cuba.

## Precedentes
El 24 de junio Juanes arribó a La Habana sin cobertura periodística. El cantante colombiano llegó con la idea de reunirse con músicos cubanos para coordinar el segundo concierto por la Paz. El primero, Juanes lo realizó en la frontera entre Venezuela y Colombia.
Una vez llegado a la Isla, se reunió con Silvio Rodríguez –de quien Juanes declaró, aprendió a tocar la guitarra con sus canciones-, el cantautor Amaury Pérez y con el presidente del Instituto Cubano de la Música, Abel Acosta. De aquella reunión surgió el puntapié inicial que dio forma al megarrecital llevado a cabo el 20 de septiembre en la Plaza de la Revolución “José Martí”. 
Este concierto despertó las más variadas declaraciones, desde un apoyo rotundo hasta el más encarnizado rechazo. Este último protagonizado por grupos de exiliados cubanos en Miami, pero en sentido general la diáspora cubana dio un apoyo al concierto. El pueblo cubano, por su parte, sólo tuvo en su mente asistir a un concierto histórico a ver a artistas extranjeros que en su vida habían visto y pensaban no poder ver nunca. 
Diferentes músicos que llegaron del extranjero hicieron declaraciones a la prensa nacional e internacional, entre ellas, Olga Tañón quien pidió que la gente asistiera vestida de blanco, algo que fue llevado a cabo por todos los músicos y la mayoría de los asistentes.
Ningún artista cobró por su actuación y el concierto fue principalmente financiado por el propio Juanes, mientras que el estado cubano brindó alojamiento y seguridad.

## Crónica

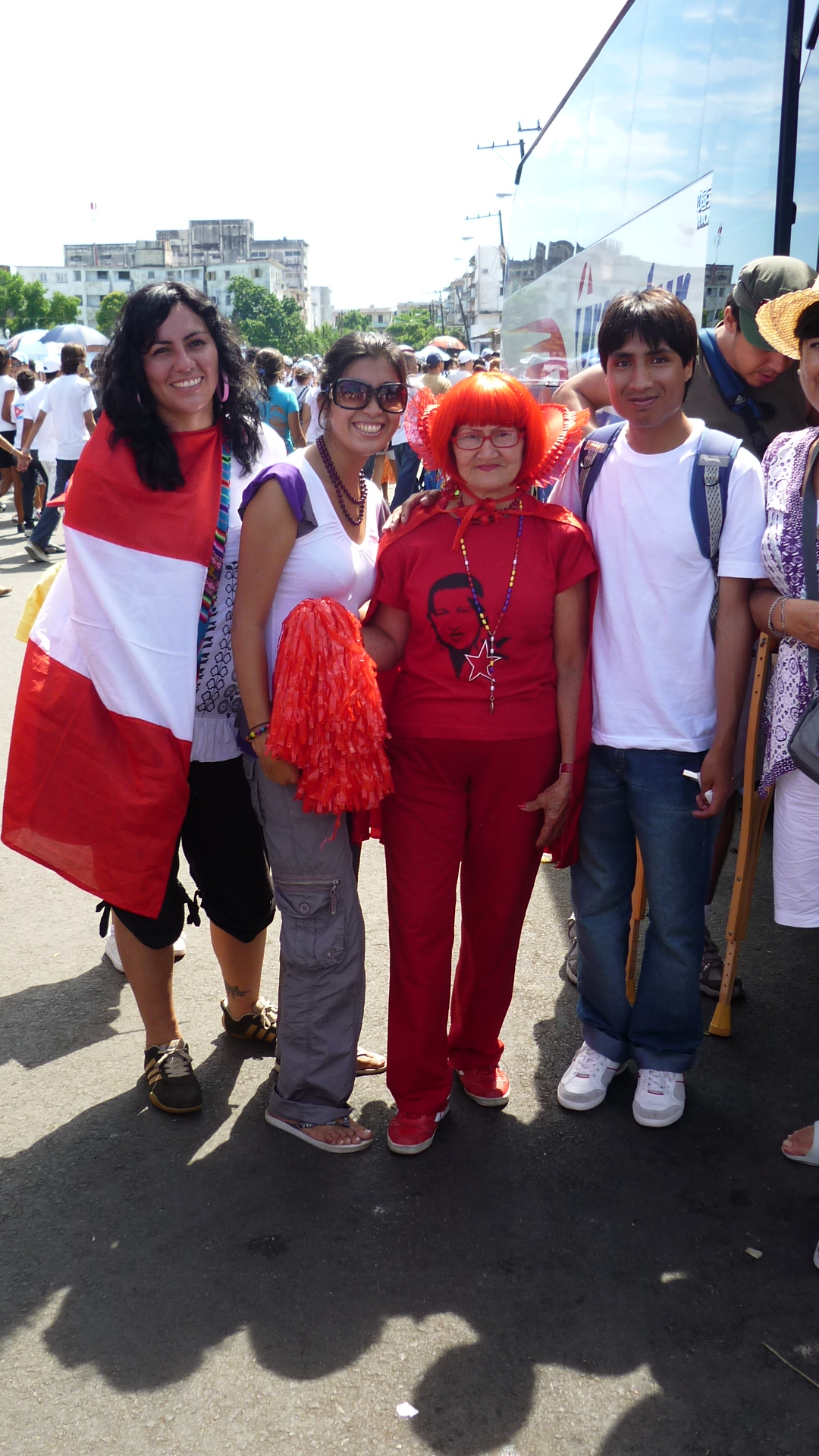
El mundo se unió en busca de paz.

La Plaza de la Revolución de La Habana constituía un hervidero de personas desde hacía más de tres horas antes de comenzar el concierto, la aglomeración y las altísimas temperaturas que brindaba un sol intenso, provocaron numerosos desmayos incluso antes de comenzado el concierto.
A las dos de la tarde, abrió el concierto con la salida en escena  de todos los artistas participantes en el evento, con excepción de Silvio Rodríguez, todos portaban ropa blanca y muchos sombreros por el sol. Olga Tañón, encabezo la presentación apuntando en su discurso inaugural: “Juntos estamos haciendo historia aquí en la Plaza de la Revolución, donde el papa Juan Pablo II hizo su misa. Todos los artistas y trabajadores, todos, cubanos y latinoamericanos nos hemos reunido con el único propósito de la Paz, juntos le cantaremos a la Paz”, tras una entonada ovación del público se giró hacia donde estaba Juanes y le gritó en inglés: “It's time to change” (Es tiempo de cambiar), y luego agregó: “Un saludo a los exiliados cubanos que nos apoyaron tanto. Les damos un abrazo de parte de Cuba”. 
El concierto propiamente comenzó con alumnos de la Escuela Nacional de Arte que bailaron al ritmo de percusión de sus cuerpos. Posteriormente salió a escena Olga Tañón con una aclamación que rozaba la histeria colectiva.
Olga Tañón es ganadora de cinco  Grammys Latinos y se destaca por su fuerte personalidad caribeña a la hora de pararse sobre el escenario. “Vinimos aquí para poner alegre el alma y el corazón y para que se sepa que hay gente que se acuerda del pueblo de Cuba”. Luego de terminar su volcánico espectáculo que ‘puso a gozar a la concurrencia’, saludó “a ti que me despediste en el aeropuerto, un beso grande de parte de tu papá que no te besa hace más de veinte años”.
La Tañón se despidió del público diciendo: “Es la primera vez que se hace un concierto como este en Cuba, que se abre la puerta para todos sin diferencias”. Sin dudas, cada uno de los participantes, como el público en general, sabía que aquel era un momento histórico.
Luego siguió el excelente músico cubano  X Alfonso con el grupo Síntesis, quienes hacen una fusión del rock con la música afrocubana. Fue así que se lo escuchó cantar la canción “Revolution”. Inmediatamente cantó en inglés y español la canción ‘Black or White’, la misma que cantara el desaparecido Michael Jackson y Stevie Wonder.
Esta canción, realizada con alta calidad musical y muy emotiva, estuvo acompañada por un coro de niños. La canción fue mezclada con ritmos brasileños, lo que le dio una gran originalidad. X Alfonso fue merecedor, entre otros premios, del  Premio Goya por su participación en música para la película Habana Blues. 
Seguidamente le siguió el puertorriqueño Danny Rivera, muy conocido y querido en Cuba. “Dedico mis canciones y este concierto a Cuba que amo tanto”, indicó, y entonó el bolero “Madrigal”. Al finalizar dijo: “Este es un pueblo que quiere luchar por la Justicia, que quiera tener Paz”, y seguidamente cantó una canción muy popular en Cuba, de su autoría.
Por Ecuador se presentó Juan Fernando Velasco quien comentó: “Había gente que no quería que viniéramos hoy, pero después de esto a nadie le quedan dudas de que había que venir por el pueblo cubano”. 
Amaury Pérez Vidal cantó dos canciones muy conocidas de su autoría y declaró: “Muchas gracias Cuba por recibir a nuestros invitados”. Enseguida dio paso al español Víctor Manuel quien dijo: “Estoy feliz de estar aquí en Cuba, hacía muchos años que no venía”, y antes de entonar la otra canción recordó que la memoria histórica. Por fin cantó la esperada canción “Sólo pienso en ti”, que trata sobre el amor de dos discapacitados, de quienes contó que ambos, en la actualidad, tienen sesenta años y tres hijos en la Universidad.
Luego hizo su aparición Miguel Bosé, uno de los copatrocinadores del evento, quien cantó “Te amaré”. Después declaró: “Hoy estamos todos aquí cumpliendo un sueño de la concordia, de la unión y el diálogo. La Paz es lo más poderoso”. Después hizo referencia a una batalla de una de las tantas guerras llevadas a cabo por el ser humano; esta canción trata de una carta que un soldado escribe a sus padres.
Miguel Bosé cantó también junto al esperado cantautor cubano Carlos Varela la canción “Muro”. 
El italiano Jovanotti conquistó al público cantando y bailando su ‘funky italiano’. Señaló que “en 1995 estuve cantando en las escalinatas de la  Universidad, por eso ahora voy a cantar una canción inspirada en ese momento que se llama “El ombligo de mundo”, dedicado a Cuba. También fue ovacionado frenéticamente.
De Venezuela Cucú Diamante y Yerba Buena -creada en 2000 en Estados Unidos por un venezolano y un cubano-. Cucú Duamante es una cantante cubana, pero que no vive en la Isla. Diamante es Parragueña y declaró por micrófono: “El mundo se tiene que abrirse a este país”.
Luego llegaron los músicos de Orishas quienes arrasaron en su espectáculo. De gran prestigio en otros países y populares en el suyo, hicieron bailar y cantar a toda la plaza. “Que todos los orishas estén con toda mi gente esta noche. Que se sienta Cuba”, gritó Yotuel al auditorio que aplaudió a rabiar. 
El gran esperado de la tarde fue el promotor del evento, el cantautor colombiano Juanes, quien comenzó con la canción “A Dios le pido”, y luego, al mirar hacia la multitud, emocionado indicó: “No puedo creer lo que mis ojos están viendo. Este es el sueño más hermoso de Paz que he podido experimentar después de mis hijos. Al final, muchachos, todos somos hermanos”. Siempre se refirió al público de manera familiar, llamándolos “muchachos”. Casi al cierre de su actuación manifestó: “La paz es importante y la música debe viajar como el aire y debe llegar a todos los lugares, no importa como pensemos ni que religión tengamos, al final, muchachos, todos somos iguales”.
Después Juanes contó que “no hace más de quince días pude ver por TV imágenes de mis hermanos colombianos que fueron secuestrados. Por eso dedico esta canción a todos ellos, a todos los que están presos injustamente”. Finalmente terminó cantando con su esperada “Camisa negra”, que  provocó otra ovación en el público.
En medio de la actuación de Juanes, su amigo Miguel Bosé se hizo presente en el escenario para decir que se habían superado la cantidad de asistentes y que ascendía a 1.150.000 personas, lo que provocó, además de aplausos y  ovaciones, que Juanes dijera: “Vinimos a Cuba por amor. Todos los jóvenes de la región, ustedes, los de Miami, espero que podamos entender que debemos cambiar el odio por el amor. A pesar que acá todos pensamos distintos, todos somos iguales”.
A continuación se hizo presente Silvio Rodríguez, sobrio en su decir, de sombrero y anteojos. Cantó dos canciones “Escaramujo” y “Ojalá”, que fue muy aplaudida. “Gracias Cuba. Viva el pueblo cubano”, dijo al despedirse.
Seguidamente hizo su entrada el español Luis Eduardo Aute, señaló que esta Isla es ya “mi Cuba” y que “este concierto es absolutamente histórico. Habrá un antes y un después de él”. Entonó la nostálgica “Sin tu latido”, y luego, de maneta irónica señaló que “estreno una canción que acabé de escribir hace cinco o seis horas”… y dio paso a la conocidísima “Rosas en el mar”. Finalmente cantó la bella canción “Al alba”.
Detrás de él hizo su entrada el estimado y talentoso Carlos Varela quien de manera metafórica, apareció en el escenario todo vestido de negro e ironizando con la canción de Juanes, al lucir una remera que decía con letras grandes blancas: “tengo una camisa BLANCA”.
Para cerrar el show se dejó a la orquesta Van Van, cuyo director es el músico cubano Juan Formell – Premio Nacional de Música 2008 y varias veces nominados al Grammy Latino –. Hicieron un popurrí por distintas canciones que hicieron época. 
Juanes mencionó a todos los países latinoamericanos mientras la gente los vitoreaba. Y para concluir, juntos cantaron la canción del recordado Compay Segundo, “Chan Chan”.
Juanes, emocionado, tanto como Bosé y Tañón –a quienes les eran visibles sus lágrimas- dijo: “Que se comiencen a romper las fronteras de lado a lado”, y gritó: “¡Por una sola familia cubana!”.

## Citas
"No puedo creer lo que mis ojos están viendo. Este es el sueño más hermoso de paz y de amor que he podido experimentar después de mis hijos. Este es el amor verdadero y celebro profundamente poder estar aquí con ustedes"
Juanes

"El futuro está en sus manos, vamos a cambiarlo para bien"
Juanes

"Estamos acá para decir que la paz es importante"
Juanes

"Al final todos somos iguales"
Juanes

"Este es es el amor verdadero y celebro estar aqui por encima de cualquier diferencia"
Juanes

"Te quiero cuba, para hoy y para siempre, gracias, gacias por tu cariño y tu amor"
Juanes

"¡Que no haya más fronteras en el mundo, que se comiencen a romper las barreras que nos separan!"
Olga Tañón

## Repercusión
El presidente de Estados Unidos, Barack Obama, por su parte, dijo que no cree que el recital organizado en La Habana vaya a perjudicar las relaciones de su país con Cuba. Además también dijo: "Tengo entendido que es un músico fabuloso. El dará un
concierto muy bueno", dijo Obama durante una entrevista con la cadena Univisión.